# Amadou Soumahoro
Pour les articles homonymes, voir Soumahoro.
Amadou Soumahoro, né le 31 octobre 1953 à Séguéla dans la région du Worodougou et mort le 7 mai 2022, est un homme d'État ivoirien.
Député de la circonscription électorale de Séguéla sous-préfecture, Bobi - Diarabana commune et sous-préfecture, Soumahoro est président de l'Assemblée nationale de Côte d'Ivoire du 7 mars 2019 à sa mort et président de l'Assemblée parlementaire de la Francophonie (APF) du 9 juillet 2019 à sa mort.

## Biographie
Amadou Soumahoro, fils de Losseni Soumahoro, ex-secrétaire général et délégué local PDCI de Séguéla, est le deuxième d'une famille de cinq enfants. Il effectue ses études secondaires au Lycée technique d'Abidjan où il obtient son baccalauréat Série B en économie sociale. Il est admis à la Faculté des sciences économiques de l'université d'Abidjan puis il intègre l'Institut des relations économiques internationales de Paris où il obtient son diplôme de commerce international en 1979. En 1982, il suit en Suisse, une formation à l'International Center Cointrin (ICC de Genève) sur le développement des relations commerciales entre les pays en développement et ceux de l'Europe de l'Est.

### Carrière politique
De 1986 à 1990, Amadou Soumahoro est à la tête du secrétariat permanent du Comité de coordination des activités du PDCI-RDA dans le département de Séguéla, puis membre du secrétariat de la présidence du congrès du PDCI-RDA.
Il est membre du bureau politique du PDCI-RDA de 1990 à 1993. Parallèlement, il devient un membre du conseil municipal de la commune de Séguéla de 1991 à 1994.
Toujours en 1990, Amadou Soumahoro intègre un petit groupe mené par Djéni Kobina qui décide ensemble de s'organiser afin de créer un grand parti politique. C'est ainsi que Djéni Kobina, Amadou Soumahoro, Zémogo Fofana, Hyacinthe Sarassoro, Ally Coulibaly, Jacqueline Oble et certains militants rédigent les textes, les statuts et règlement intérieur. Amadou Soumahoro devient alors avec ses pairs, membre fondateur du Rassemblement des républicains (RDR) le 27 septembre 1994. Il est l'ancien secrétaire général par intérim du Rassemblement des républicains, de juillet 2011 à septembre 2017,. Il est également président du directoire du Rassemblement des houphouétistes pour la démocratie et la paix  de février 2015 à septembre 2017.

#### Mandat municipal et législatif
De 1996 à 2013, Amadou Soumahoro est maire de la ville de Séguéla. Le 11 décembre 2011, il est élu député de la même circonscription. Amadou Soumahoro est désigné parmi les députés de sa formation politique, président du groupe parlementaire RDR de 2011 à 2018. Le 7 mars 2019, Amadou Soumahoro est élu président de l'Assemblée nationale lors de la deuxième session extraordinaire de l’année 2019. Il devient ainsi le 7e président de l’Assemblée nationale,. Pour des problèmes de santé, il laisse de manière intérimaire, sa place de président de l'Assemblée nationale à Adama Bictogo à deux reprises: d'abord courant 2021, ensuite depuis janvier 2022,. À sa mort en mai 2022, Adama Bictogo conserve la présidence par interim

#### Fonction gouvernementale
Amadou Soumahoro assure les fonctions de ministre du commerce extérieur en 2002 et de ministre du commerce de 2003 à 2005. Amadou Soumahoro est nommé conseiller du président de la République de 2011 à 2015 puis ministre auprès du président de la République chargé des affaires politiques le 4 mai 2018,.